# Ушастый новокаледонский геккон
Ушастый новокаледонский геккон (лат. Rhacodactylus auriculatus) — крупный вид гекконов из рода Rhacodactylus.

## Описание

### Внешний вид
Длина тела до 20 см. Окраска верхней стороны тела коричневато-оливковая с различными комбинациями полос и пятен. Способны менять окраску в зависимости от температуры, влажности и своего состояния. В окраске есть половой диморфизм.

### Распространение и образ жизни
Обитает в тропических дождевых лесах острова Новая Каледония. Живёт на деревьях, активен ночью.

### Питание
Кормится растительной пищей и насекомыми.

### Размножение
Самка откладывает по два яйца.